# Falcone-Borsellino nemzetközi repülőtér
A Falcone-Borsellino nemzetközi repülőtér (olasz nyelven: Aeroporto Internazionale di Palermo Punta Raisi “Falcone e Borsellino“) (IATA: PMO, ICAO: LICJ) nemzetközi repülőtér a szicíliai Palermóban, Olaszországban.

## Neve
A repülőtér Giovanni Falcone és Paolo Borsellino után kapta a nevét. A két bírót 1992-ben ölte meg a Cosa Nostra nevű szicíliai bűnszövetkezet.

## Légitársaságok és célállomások

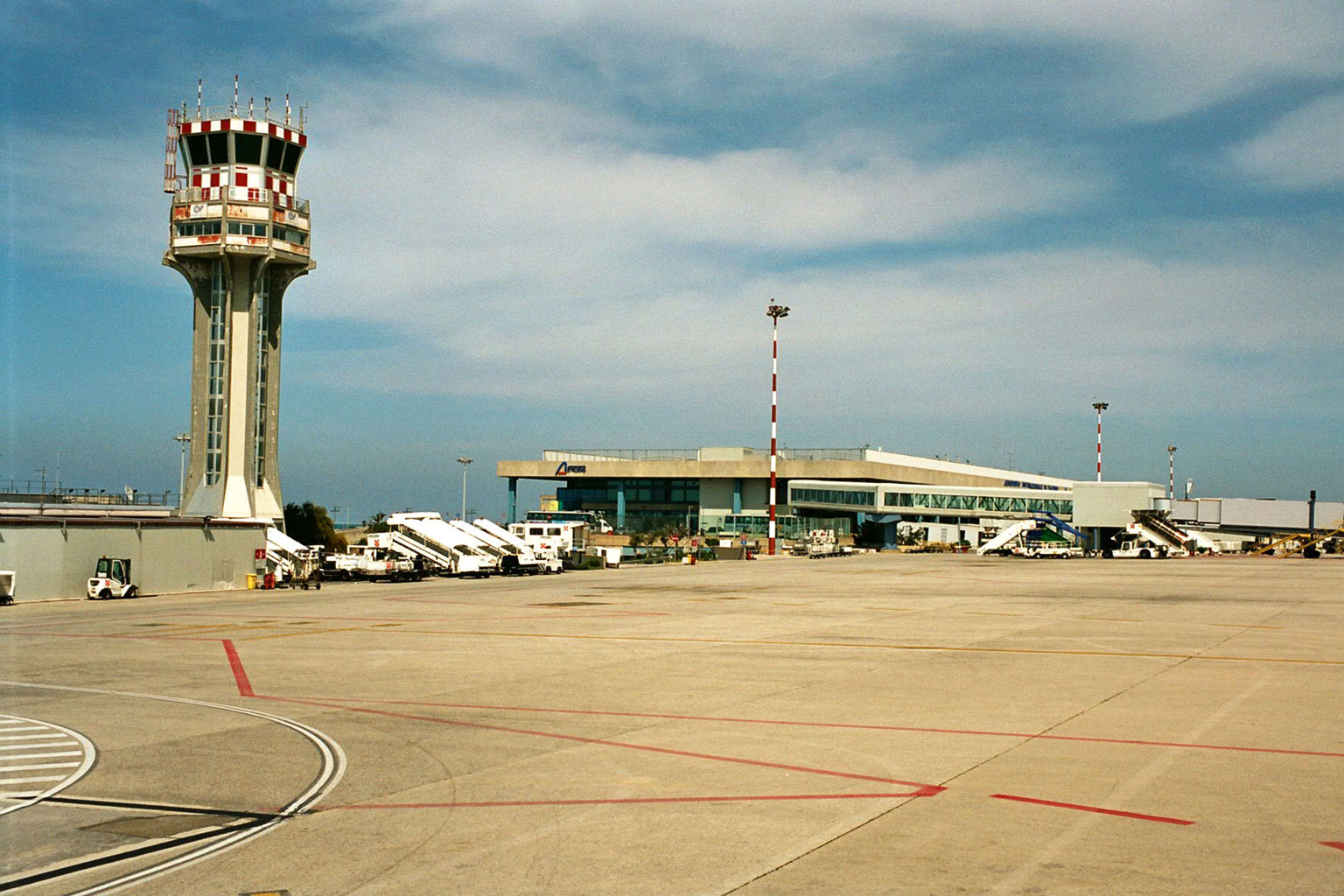
A torony és a fogadóépületek

| Légitársaság                  | Célállomások |
| ----------------------------- | --- |
| Air Dolomiti                  | Firenze |
| Air France                    | Szezonális: Párizs–Charles de Gaulle |
| Air Malta                     | Málta |
| Albastar                      | Szezonális: Milánó–Malpensa Seasonal charter: Lourdes |
| ASL Airlines France           | Szezonális: Basel, Bordeaux, Lyon, Marseille, Olbia, Párizs–Charles de Gaulle |
| Austrian Airlines             | Szezonális: Bécs |
| Aviolet                       | Szezonális charter: Belgrád |
| British Airways               | Szezonális: London–Heathrow |
| Brüsszel Airlines             | Szezonális: Brüsszel |
| DAT                           | Lampedusa, Pantelleria |
| easyJet                       | London–Gatwick, Milánó–Malpensa, Nápoly Szezonális: Liverpool, London–Luton, Lyon, Nantes, Párizs–Orly |
| easyJet Switzerland           | Genf |
| Enter Air                     | Szezonális charter: Krakkó, Nantes, Varsó–Chopin, Wrocław |
| Eurowings                     | Stuttgart Szezonális: Köln/Bonn |
| Iberia Express                | Szezonális: Madrid |
| ITA Airways                   | Milánó-Linate, Róma-Fiumicino |
| Lufthansa                     | Frankfurt, München |
| Luxair                        | Szezonális: Luxembourg |
| Neos                          | Szezonális: Milánó–Malpensa Seasonal charter: Abu-Dzabi, Pointe-à-Pitre |
| Norwegian                     | Szezonális: Stockholm–Arlanda |
| Ryanair                       | Athén, Beauvais, Bergamo, Berlin–Schönefeld, Bologna, Bordeaux, Bukarest, Budapest, Charleroi, Köln/Bonn, Düsseldorf, Hahn, Krakkó, London–Stansted, Lviv , Madrid, Marseille, Memmingen, Milánó–Malpensa, Nápoly, Nürnberg, Perugia, Pisa, Róma–Fiumicino, Toulouse, Treviso, Torino, Valencia, Verona, Bécs, Weeze, Wrocław Szezonális: Dublin, Manchester, Sevilla |
| Scandinavian Airlines         | Szezonális: Koppenhága, Oslo–Gardermoen, Stockholm–Arlanda |
| Swiss International Air Lines | Szezonális: Zürich |
| Tayaran Jet                   | Bologna |
| Transavia                     | Szezonális: Rotterdam |
| Transavia France              | Párizs–Orly Szezonális: Lyon, Montpellier, Nantes |
| TUI fly Belgium               | Szezonális: Brüsszel, Lille Szezonális charter: Brest, Lyon, Nantes, Párizs–Charles de Gaulle, Toulouse |
| Tunisair                      | Tunisz |
| United Airlines               | Newark |
| Volotea                       | Ancona, Bari, Genova, Nápoly, Torino, Velence, Verona Szezonális: Bilbao, Bordeaux, Cagliari, Korfu, Dubrovnik, Heraklion, Ibiza, Lyon, Málaga, Nantes, Nizza, Olbia, Palma de Mallorca, Pescara, Rodosz, Szantorini, Split, Strasbourg, Toulouse, Trieszt, Zákinthosz                                                                                                |
| Vueling                       | Barcelona, Firenze |
| Wizz Air                      | Milánó–Malpensa |

## Forgalom
Az utasforgalom az elmúlt években az alábbi módon változott:
| Utasok száma | 2 886 775 | 3 539 435 | 3 783 651 | 4 511 165 | 4 376 143 | 4 608 533 | 4 569 550 | 5 775 274 | 7 018 087 | 7 097 069 |
|              | 1999      | 2002      | 2004      | 2007      | 2009      | 2012      | 2014      | 2017      | 2019      | 2022      |